# Stenoecia
La stenoecìa, in ecologia, è l'insieme delle condizioni di adattamento tipiche di un organismo stenoeco (o stenoecio), caratterizzato da una bassa valenza ecologica. Il concetto si contrappone a quello di euriecia.
Gli organismi stenoeci mostrano una particolare esigenza in uno o più fattori ecologici con stretto margine di tolleranza. Si rivelano perciò sensibili anche a modeste variazioni di un fattore ecologico che, in caso di persistenza della nuova condizione, conducono in genere all'estinzione della specie nell'habitat specifico.
La stenoecìa si manifesta nei confronti di fattori ecologici sia abiotici sia biotici.

## Fattori abiotici
Sono tali i fattori ambientali che caratterizzano il biotopo, come quelli climatici (temperatura, illuminazione, pressione atmosferica, umidità atmosferica, ecc.), pedologici (pH, potenziale di riduzione, potenziale idrico, struttura, ecc.), idrologici (salinità, moto ondoso, correnti, torbidità, ecc.).
Nel caso di parametri variabili in modo scalare, come, ad esempio, la temperatura o la salinità, la stenoecìa si manifesta con limiti di tolleranza (minimi e/o massimi) prossimi al valore ottimale. La specie stenoeca, pertanto, mostra un intervallo di tolleranza piuttosto stretto.
Nel caso di parametri di tipo qualitativo, come, ad esempio, lo stato idromorfico di un suolo o lo stato di turbolenza di una corrente fluviale o la presenza di un composto chimico tossico, la stenoecìa si manifesta con la presenza o meno della specie nell'habitat specifico.

## Fattori biotici
Sono fattori biotici quelli che caratterizzano la nicchia ecologica occupata dalla specie stenoeca, come, ad esempio, la configurazione di un'associazione vegetale o la presenza di un ospite o di una preda nel caso di organismi ad elevato grado di monofagìa. Un esempio di stenoecìa relativa a fattori biotici è la condizione di adattamento dell'astore sardo: in Corsica è presente solo in boschi di aghifoglie di almeno 100 anni di età e boschi di Quercus di almeno 60 anni d'età, mentre in Sardegna è presente solo in boschi di Quercus di almeno 30 anni d'età. La contrazione di questi habitat forestali ha provocato la forte riduzione e frammentazione dell'areale di questa sottospecie.

## Importanza pratica
Le specie stenoecie sono importanti, ai fini pratici, come indicatori biologici dello stato di integrità di un ecosistema o dello stato di degrado ambientale di un territorio. Il rilevamento della presenza o, addirittura, il censimento della popolazione, sono perciò strumenti sfruttati per monitorare lo stato di qualità delle acque superficiali, marine o continentali, dell'aria, del suolo.